# Șieu (Fluss)
Der Șieu (deutsch Schogen; ungarisch Sajó) ist ein linker Nebenfluss des Someșul Mare (Großer Somesch) im Norden von Rumänien.
Der Șieu entspringt im Călimani-Gebirge (Munții Călimani) östlich von Șieuț. Er durchfließt den Kreis Bistrița-Năsăud in einem weiten Tal in nordwestlicher Richtung. Bei Sărățel nimmt er seinen wichtigsten und zugleich wasserreicheren Nebenfluss, die Bistrița (Bistritz), von rechts auf. Weiter flussabwärts trifft die Lechinţa von links auf den Șieu. Östlich von Beclean mündet der Șieu schließlich linksseitig in den Someșul Mare. Der Șieu hat eine Länge von 71 km. Er entwässert ein Areal von 1780 km². Der mittlere Abfluss am Pegel Șintereag beträgt 13,4 m³/s.